# زولكوف كاراتكين (سياسي كردي)
زولكوف كاراتكين (ذوالكف قره تكين) (مواليد 1965، كيركبينار، ديار بكر  ) هو مهندس وسياسي تركي من أصل كردي. كان عضوًا في الأحزاب السياسية: الحزب الشعبي الديمقراطي الاشتراكي (SHP)، وحزب الشعب الديمقراطي (DTP). تم انتخابه عمدة لبلدة باياس (كايابينار) وسجن خلال فترة ولايته الثانية في عام 2009.

## التعليم
أكمل دراسته الابتدائية في قرية چل کانى (كيركبينار) والمدرسة الثانوية في ديار بكر .  في عام 1986، تخرج كاراتكين من قسم الهندسة والعمارة من جامعة سلجوق في قونية . 

## الحياة المهنية
بدأ العمل في بنك إيلر عام 1987  تم انتخابه عضوًا في مجلس إدارة غرفة المهندسين المدنيين التابعة لاتحاد غرف المهندسين والمعماريين الأتراك (TMMOB) في عام 1996 ورئيسًا لها في عام 1998.  وأعيد انتخابه رئيساً لثلاث فترات.  تم نفيه إلى كاستامونو في عام 1999 وبعد ذلك تم إنهاء عقد عمله من قبل بنك إيلر. 

## الحياة السياسية
في انتخابات 28 مارس 2004، تم انتخاب كاراتكين عمدة لمدينة كايابينار الكردية ممثلاً لحزب الشعب الأشتراكي الكردي.  في عام 2005، انضم كاراتكين إلى حزب الشعب الديمقراطي الكردي DTP.  خلال فترة ولايته، في عام 2007 تم التحقيق معه بتهمة إصدار أمر ببناء حوض سباحة على شكل خارطة كردستان .  يقع المسبح في منتزه ميديا التي تم افتتاحه في يونيو 2007.  منتزه أخر تم افتتاحه خلال فترة رئاسته للبلدية واطلقت البلدية عليه اسم روشنا (النور بالكردية)، و تم رفض التسمية من قبل الحاكم المعين من قبل الدولة. 
وكان كاراتكين قد اعتقل في ديسمبر/كانون الأول ٢٠٠٩ للاشتباه في صلاته بمنظمة اتحاد المجتمعات الكردستانية (KCK).  أثناء احتجازه، ادعى أن شعب ديار بكر بأكملهم هم جزء من KCK وأنهم لن يتمكنوا من تغيير ذلك باعتقاله.  وقد تمت محاكمته مع سياسيين آخرين من حزبه فيما يسمى بمحاكمات منظومة المجتمع الكردستاني، وأُطلق سراحه في يوليو/تموز ٢٠١٤.  بعد إطلاق سراحه كان نشطا في حزب الشعوب الديمقراطي (HDP).  في عام ٢٠٢٠ قرر مغادرة تركيا والتجأ إلى المنفى في النمسا.  وصل إلى فيبربرون في تيرول حيث تقدم بطلب اللجوء. 

## في وسائل الإعلام
كان أحد السياسيين الذين تمت مقابلتهم في الفيلم الوثائقي "السجن أو المنفى" . 